# Lotyń (przystanek kolejowy)
Lotyń – przystanek osobowy, a dawniej stacja kolejowa w Lotyniu, w województwie wielkopolskim, w Polsce, na linii kolejowej nr 405, łączącej stację Piła Główna z Ustką.

## Ruch pasażerski
| Rok  | Wymiana pasażerska na dobę |
| ---- | -------------------------- |
| 2017 | 10-19                      |
| 2022 | 10-19                      |